# Gorgeous George
George Raymond Wagner, meglio conosciuto con il ring name di Gorgeous George (Butte, 24 marzo 1915 – Los Angeles, 26 dicembre 1963), è stato un wrestler statunitense.
Vinse l'NWA Southern Heavyweight Championship, l'NWA Southeastern Heavyweight Championship e l'AWA World Heavyweight Championship. Fu il primo wrestler a portare in scena una vera e propria gimmick e per questo può essere considerato un pioniere di questa disciplina. Nel 2002 è stato introdotto nella Professional Wrestling Hall of Fame, mentre nel 2010 è stato inserito nella WWE Hall of Fame.
Famoso soprattutto negli anni quaranta e cinquanta, la presenza scenica di Gorgeous George fu fonte di ispirazione sia per Muhammad Ali che per James Brown, come da loro stessi dichiarato. Il diciannovenne Ali incontrò il quarantaseienne George in una stazione radiofonica di Las Vegas. Durante la sua intervista, George, con il suo istrionismo, catturò l'attenzione del futuro campione di pugilato. Nel libro del 2005 intitolato I Feel Good: A Memoir in a Life of Soul, James Brown raccontò che usò molti dei trucchi e delle pose di Gorgeous George per "creare il James Brown che è possibile ammirare sul palcoscenico".
Bob Dylan disse che l'incontro con George gli cambiò la vita. Nella sua autobiografia The Chronicles: Volume One, Dylan racconta di quando incontrò di persona il wrestler e di come egli lo incoraggiò a proseguire la sua carriera.

## Biografia
Con un'altezza di 1.75 m per 98 kg di peso, Wagner non era particolarmente imponente per gli standard fisici del wrestling professionistico e non possedeva una tecnica tale da sopperire alle carenze fisiche, ma si guadagnò presto la reputazione di combattente tenace e ostico da battere. Alla fine degli anni trenta incontrò Elizabeth "Betty" Hanson, la donna che avrebbe sposato in una cerimonia svoltasi sul ring. Quando il matrimonio si rivelò un successo di pubblico, la coppia decise di ripetere la cerimonia in giro per gli Stati Uniti (cosa che fece intuire a Wagner le potenzialità di intrattenimento del suo personaggio nell'industria del wrestling). Circa nello stesso periodo, Vanity Magazine pubblicò un articolo nel quale veniva citato un wrestler di nome "Lord" Patrick Lansdowne che entrava sul ring accompagnato da due vallette indossando un mantello di velluto. Wagner rimase impressionato dal personaggio e decise di voler portare il tutto a un livello superiore di stravaganza.
Adottato il soprannome "Gorgeous" ("splendido") che aveva sentito attribuirgli da due vecchiette a bordo ring durante uno dei suoi match, George debuttò con la sua nuova immagine da "glamour boy" nel 1941 a Eugene, nell'Oregon; dove fece letteralmente infuriare il pubblico con le sue movenze esageratamente effeminate e il comportamento scorretto sul ring. Un personaggio del genere era impensabile per l'epoca; e di conseguenza, il pubblicò nelle arene divenne sempre più numeroso in quanto tutti volevano vedere (e sbeffeggiare) Gorgeous George.

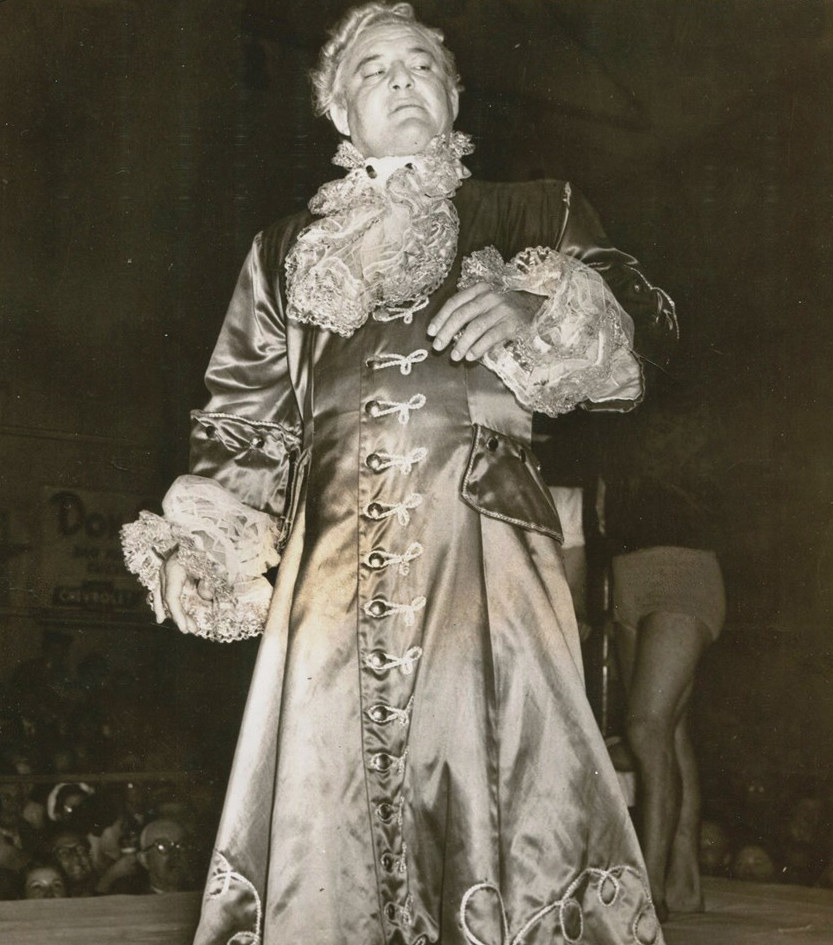
Gorgeous George nel 1954

Poiché Gorgeous George stava avendo sempre più successo, egli venne scritturato dal promoter di Los Angeles Johnny Doyle. Conosciuto con il nomignolo "Human Orchid" ("l'orchidea umana"), George raffinò la sua immagine lasciandosi crescere i capelli in lunghi boccoli tinti di biondo platino, fermati da dei fermagli placcati d'oro che gettava al pubblico durante i match. Trasformò inoltre la sua entrata sul ring in uno spettacolo che spesso superava in durata gli stessi match disputati. Fu il primo wrestler a far uso di una musica d'ingresso, la celebre Pomp and Circumstance (poi riutilizzata da "Macho Man" Randy Savage svariati decenni dopo), seguita dall'ingresso delle sue vallette che srotolavano un tappeto rosso e da luci colorate che incorniciavano il suo ingresso trionfale. Mentre George si preparava per salire sul ring, le vallette spruzzavano del disinfettante liquido sul ring. Quando il match aveva inizio, George ricorreva a tutte le scorrettezze possibili e immaginabili per aggiudicarsi l'incontro e battere il suo avversario. Gorgeous George fu il primo vero "heel codardo" della storia del wrestling. La sua immagine glamour e il suo carisma da showman riscossero così tanto successo all'alba dell'era televisiva che divenne il wrestler più famoso dell'epoca.
Fu con l'avvento della televisione, tuttavia, che il personaggio di George esplose come vero e proprio fenomeno di massa, portando il wrestling nelle case di tutti gli americani. Il suo debutto in televisione ebbe luogo l'11 novembre 1947 ed egli divenne immediatamente una celebrità a livello nazionale alla pari di Lucille Ball e Bob Hope, cambiando il corso dell'industria del wrestling per sempre.

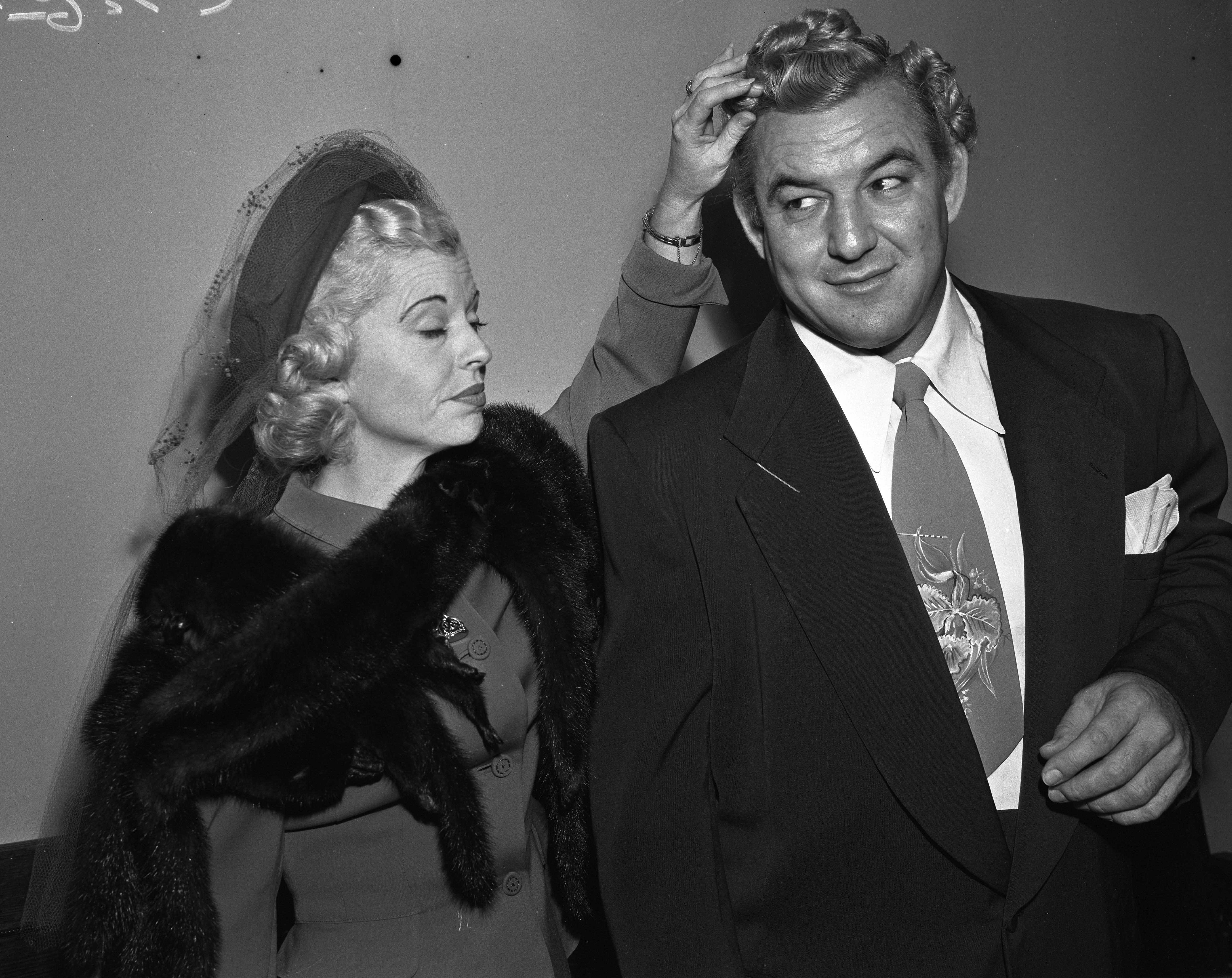
Gorgeous George con la moglie Elizabeth nel 1950

In aggiunta alle sue indubbie doti teatrali, Gorgeous George era anche un wrestler di livello: Lou Thesz, che gli strappò il titolo mondiale dell'a American Wrestling Association (AWA) e che notoriamente disdegnava i wrestler con delle gimmick, ammise che Wagner "combatteva molto bene", aggiungendo anche che forse avrebbe potuto fare molto di più sul ring se non avesse interpretato il personaggio "vile" di Gorgeous George.
Il 26 marzo 1947, Gorgeous George sconfisse Enrique Torres aggiudicandosi il Los Angeles Heavyweight Championship. Il 26 maggio 1950 sconfisse Don Eagle, vincendo anche l'AWA World Heavyweight Championship di Boston, che detenne per svariati mesi. Durante questo regno da campione fu sconfitto dal National Wrestling Alliance (NWA) World Heavyweight Champion Lou Thesz a Chicago, in un match molto pubblicizzato. Tuttavia, il suo match più celebre resta quello avuto con Whipper Billy Watson il 12 marzo 1959, nel quale George, sconfitto, ebbe i suoi riccioli d'oro rasati a zero davanti a una folla di 20.000 spettatori al Maple Leaf Gardens di Toronto, in Canada.
In uno dei suoi ultimi match affrontò anche un giovane Bruno Sammartino, che lo sconfisse. L'ultimo match in carriera lo disputò il 7 novembre 1962 contro The Destroyer in un hair vs. mask match all'Olympic Auditorium, dove perse nuovamente i capelli.

### Ritiro e morte
Quando la sua carriera nel wrestling imboccò la fase calante, Wagner investì 250.000 dollari per comprare un allevamento di tacchini a Beaumont. Acquistò inoltre un ristorante a Van Nuys, che chiamò "Gorgeous George's Ringside Restaurant".
Il 24 dicembre 1963, mentre era oppresso da problemi finanziari, ebbe un infarto e morì due giorni dopo, all'età di 48 anni. A tutt'oggi riposa nel Valhalla Memorial Park Cemetery di Los Angeles.

## Personaggio

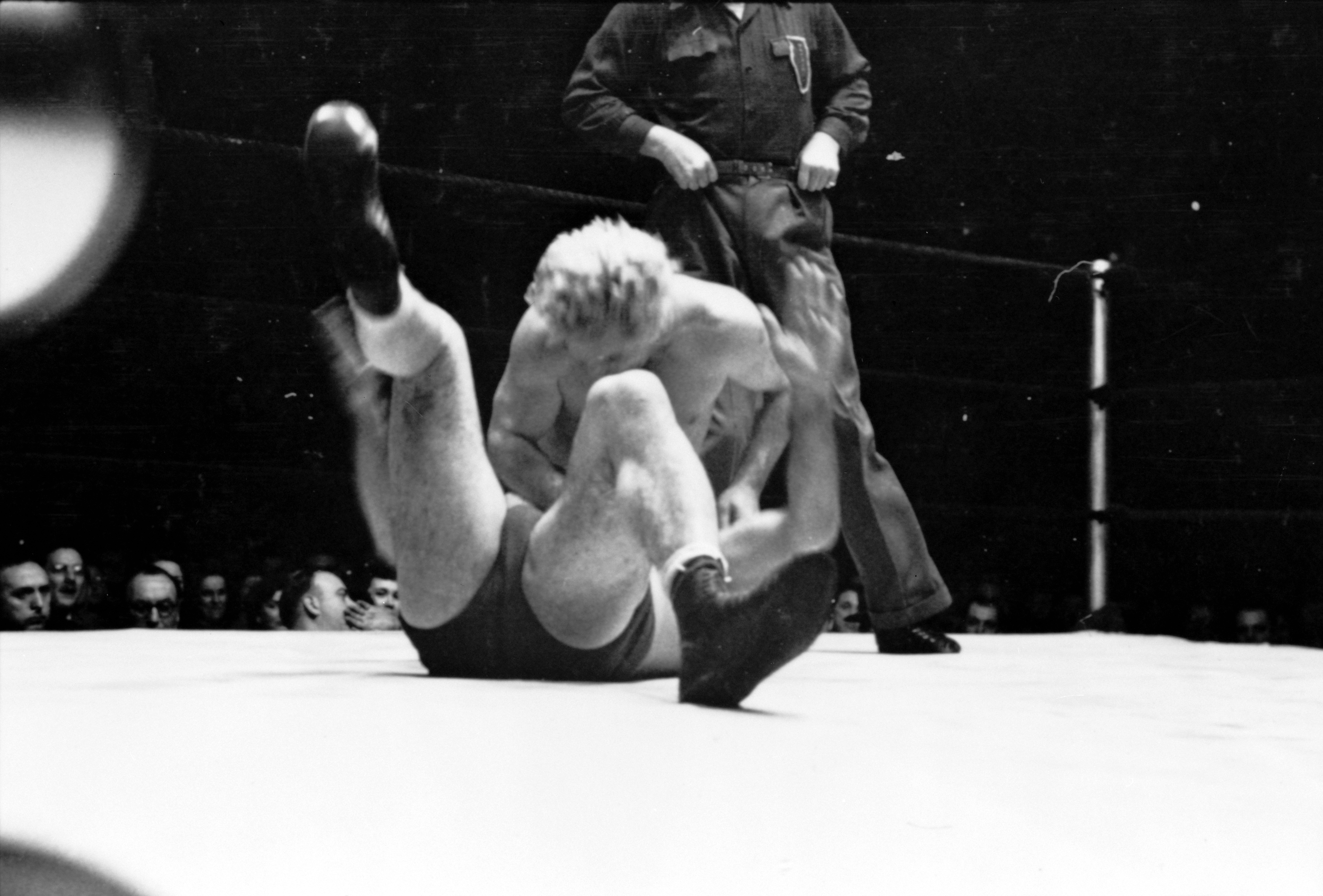
Gorgeous George mentre cerca di schienare un avversario sul ring

### Musiche d'ingresso
- Pomp and Circumstance op. 39 di Edward Elgar

### Soprannomi
- "The Human Orchid"
- "The Toast of the Coast"

## Titoli e riconoscimenti
- American Wrestling Association

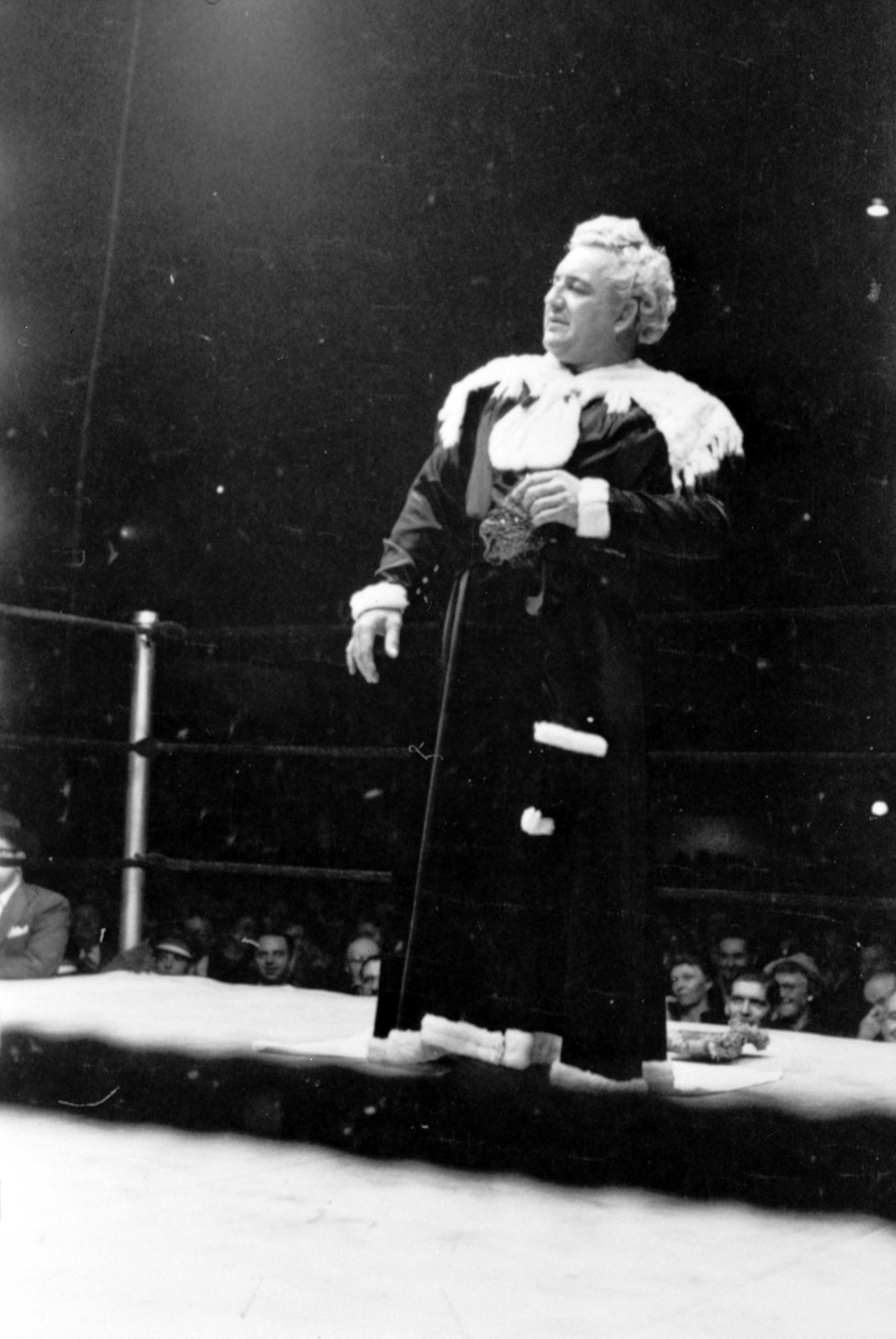
Gorgeous George nel 1949, foto di Stanley Kubrick

  - AWA World Heavyweight Championship (Boston version) (1)
- Gulf Coast Championship Wrestling
  - NWA Gulf Coast Heavyweight Championship (1)
- Mid-South Sports
  - NWA Southern Heavyweight Championship (Georgia version) (1)
- Professional Wrestling Hall of Fame
  - (Classe del 2002)
- World Wrestling Entertainment
  - WWE Hall of Fame (Classe del 2010)[3]
- Wrestling Observer Newsletter
  - Wrestling Observer Newsletter Hall of Fame (Classe del 1996)
- Altri titoli
  - Pacific Coast Light Heavyweight Championship (2)
  - Pacific Northwest Middleweight Championship (1)